# Wallkill (Condado de Ulster)
 Wallkill é uma comunidade rural no Condado de Ulster, estado de Nova York, Estados Unidos.
Banhada ao norte pelo rio do mesmo nome, sua área é de 8 km² com uma população de 2.143 habitantes (censo 2000). Algumas de suas fazendas, incluindo o complexo Watchtower's Farm, dirigido pelas Testemunhas de Jeová, são visitadas por milhares de turistas todos os anos, pela qualidade da estamparia produzida na região e de tratamento e criação de cavalos de raça.